# Eketjärnen, Hälsingland
Eketjärnen är en sjö i Härjedalens kommun i Hälsingland och ingår i Ljusnans huvudavrinningsområde. Sjön har en area på 0,114 kvadratkilometer och ligger 258,9 meter över havet.

## Delavrinningsområde
Eketjärnen ingår i det delavrinningsområde (689580-145500) som SMHI kallar för Utloppet av Kyrksjön. Medelhöjden är 287 meter över havet och ytan är 26,74 kvadratkilometer. Räknas de 99 avrinningsområdena uppströms in blir den ackumulerade arean 1 011,34 kvadratkilometer. Hoan som avvattnar avrinningsområdet har biflödesordning 2, vilket innebär att vattnet flödar genom totalt 2 vattendrag innan det når havet efter 205 kilometer. Avrinningsområdet består mestadels av skog (61 procent). Avrinningsområdet har 2,47 kvadratkilometer vattenytor vilket ger det en sjöprocent på 9,2 procent. Bebyggelsen i området täcker en yta av 1,56 kvadratkilometer eller 6 procent av avrinningsområdet.